# Sandra Križanec
Sandra Križanec (Osijek, 1. siječnja 1976.) hrvatska je novinarka i televizijska voditeljica. 
Diplomirala je na Ekonomskom fakultetu u Osijeku, smjer marketing, a kasnije i magistrirala na smjeru odnosi s javnošću. Usavršavala je svoje novinarske vještine pohađajući radionice u organizaciji prestižnih medijskih institucija poput BBC-a i FRANCE 3.
Na Hrvatskoj radioteleviziji (HRT) bila je jedna od najmlađih urednica i voditeljica „Vijesti” i Podnevnih vijesti, urednica unutarnje politike, zamjenica glavnog urednika Informativnog programa HRT-a i glavna urednica HRT-ova Centra Osijek.
Vodila je i uređivala brojne popularne informativne emisije kao što su: „Županijska panorama”, „Dnevnik”, „Hrvatska uživo”, „Otvoreno”, „Fokus” i dr.
Njezina novinarska karijera uključivala je značajne zadatke, kao što su bili: izvještavanje posjeta pape Ivana Pavla II. Osijeku i Đakovu, izvještavanje o posjetu Carle del Ponte istočnoj Slavoniji, dvogodišnji izvještajni staž u Beogradu, bila je dio HRT-ova EU reporterskog tima.
Godine 2014. prelazi na N1 televiziju, gdje nastavlja s novinarskim radom sve do završetka televizijske karijere početkom 2025. Njezin odlazak koincidira sa značajnom reorganizacijom na N1, koja je rezultirala višestrukim otpuštanjima.